# Kimbella serricauda
Kimbella serricauda är en insektsart som beskrevs av Rauno E. Linnavuori 1961. Kimbella serricauda ingår i släktet Kimbella och familjen dvärgstritar. Inga underarter finns listade i Catalogue of Life.